# Municipio de Bear Grove (condado de Cass)
El municipio de Bear Grove (en inglés: Bear Grove Township) es un municipio ubicado en el condado de Cass en el estado estadounidense de Iowa. En el año 2010 tenía una población de 248 habitantes y una densidad poblacional de 2,69 personas por km².

## Geografía
El municipio de Bear Grove se encuentra ubicado en las coordenadas 41°17′29″N 94°57′58″O / 41.29139, -94.96611. Según la Oficina del Censo de los Estados Unidos, el municipio tiene una superficie total de 92.23 km², de la cual 92,12 km² corresponden a tierra firme y (0,13 %) 0,12 km² es agua.

## Demografía
Según el censo de 2010, había 248 personas residiendo en el municipio de Bear Grove. La densidad de población era de 2,69 hab./km². De los 248 habitantes, el municipio de Bear Grove estaba compuesto por el 97,18 % blancos, el 0,4 % eran asiáticos, el 1,61 % eran de otras razas y el 0,81 % eran de una mezcla de razas. Del total de la población el 4,03 % eran hispanos o latinos de cualquier raza.